# لیگ برتر فوتبال زنان ایران ۱۴۰۰–۱۳۹۹
لیگ برتر فوتبال زنان ایران ۱۴۰۰–۱۳۹۹ سیزدهمین دوره مسابقات لیگ کوثر بانوان فوتبال ایران و بالاترین سطح مسابقات باشگاهی فوتبال بانوان در ایران می‌باشد. این دوره از مسابقات روز جمعه ۷ آذر ۹۹ آغاز گردید. نماینده خوزستان از گروه یک مسابقات کنار گذاشته شد.
این فصل از لیگ برتر زنان ایران با قهرمانی شهرداری سیرجان و نایب قهرمانی شهرداری بم در ۲۷ اسفند ۱۳۹۹ به پایان رسید.

## جدول نتایج
دور مقدماتی
|   | گروه                                 | بازی | زده | خورده | برد | تساوی | باخت | تفاضل | امتیاز |
|   | ۱                                    |      |     |       |     |       |      |       |        |
| ۱ | باشگاه فوتبال زنان شهرداری بم        | ۸    | ۲۳  | ۵     | ۶   | ۱     | ۱    | ۱۸    | ۱۹     |
| ۲ | باشگاه فوتبال زنان سپاهان اصفهان     | ۸    | ۲۰  | ۸     | ۶   | ۱     | ۱    | ۱۲    | ۱۹     |
| ۳ | باشگاه فوتبال زنان ذوب آهن اصفهان    | ۸    | ۱۷  | ۷     | ۴   | ۲     | ۲    | ۱۰    | ۱۴     |
| ۴ | باشگاه فوتبال زنان هیئت فوتبال البرز | ۸    | ۷   | ۲۱    | ۲   | ۰     | ۶    | -۱۴   | ۶      |
| ۵ | باشگاه فوتبال زنان همیاری ارومیه     | ۸    | ۳   | ۲۹    | ۰   | ۰     | ۸    | -۲۶   | ۰      |
|   | ۲                                    |      |     |       |     |       |      |       |        |
| ۱ | باشگاه فوتبال زنان شهرداری سیرجان    | ۱۰   | ۴۸  | ۸     | ۹   | ۱     | ۰    | ۴۰    | ۲۸     |
| ۲ | باشگاه فوتبال زنان وچان کردستان      | ۱۰   | ۴۱  | ۹     | ۷   | ۱     | ۲    | ۳۲    | ۲۲     |
| ۳ | باشگاه فوتبال زنان پالایش گاز ایلام  | ۱۰   | ۱۷  | ۱۰    | ۵   | ۳     | ۲    | ۷     | ۱۸     |
| ۴ | باشگاه فوتبال زنان ملوان بندرانزلی   | ۱۰   | ۱۷  | ۱۷    | ۳   | ۱     | ۶    | ۰     | ۱۰     |
| ۵ | باشگاه فوتبال زنان سارگل بوشهر       | ۱۰   | ۱۱  | ۱۹    | ۳   | ۰     | ۷    | -۸    | ۹      |
| ۶ | باشگاه فوتبال زنان قشقایی شیراز      | ۱۰   | ۰   | ۷۱    | ۰   | ۰     | ۱۰   | -۷۱   | ۰      |

دور نهایی
| # | نام تیم                           | بازی | زده | خورده | برد | تساوی | باخت | تفاضل | امتیاز |
| ۱ | باشگاه فوتبال زنان شهرداری سیرجان | ۶    | ۱۵  | ۶     | ۴   | ۱     | ۱    | ۹     | ۱۳     |
| ۲ | باشگاه فوتبال زنان شهرداری بم     | ۶    | ۹   | ۳     | ۳   | ۲     | ۱    | ۶     | ۱۱     |
| ۳ | باشگاه فوتبال زنان سپاهان اصفهان  | ۶    | ۸   | ۱۴    | ۲   | ۱     | ۳    | -۶    | ۷      |
| ۴ | باشگاه فوتبال زنان وچان کردستان   | ۶    | ۴   | ۱۳    | ۰   | ۲     | ۴    | -۹    | ۲      |

## قهرمان
| قهرمان لیگ برتر کوثر ۱۴۰۰–۱۳۹۹ |
| ------------------------------ |
| شهرداری سیرجان                 |
| دومین عنوان                    |